# Love Her Madly
«Love Her Madly» (с англ. — «Люби её безумно») — песня группы «The Doors», написанная Робби Кригером, изданной первым синглом в поддержку шестого студийного альбома L.A. Woman, весной 1971 года.

## О песне
«Я зациклился на идее о парне, который одержим своей подружкой, но она ещё не нагулялась и даёт ему от ворот поворот. Это был я, и я написал её для Линн, которая сегодня является моей женой».— Робби Кригер
Запись отличается раскованным полуакустическим свингом и расслабленным барным темпом с угрожающим оттенком. Моррисону песня очень нравилась, его любимой частью было место про семерых лошадей. Он говорил Кригеру, что «в песню нужно вставить что-то, что смутило бы слушателя». Лошади выступали символом счастливого знамения.
Сингл поднялся до 11 строчки чарта Billboard, тем самым став первой за два года песней группы, которая смогла подняться в TOP-20. Также сингл стал шестым в Австралии и четвёртым в Нидерландах.
Само издание примечательно тем, что на обратную сторону сингла вошла песня Вилли Диксона «(You Need Meat) Don’t Go No Further», которая не попала на альбом — как правило, на синглах «The Doors» присутствовали композиции с альбома.
Партию бас-гитары в песне сыграл сессионный музыкант Джерри Шефф, игравший в сопровождающем коллективе Элвиса Пресли TCB Band.
В 2000 году песня была записана для трибьют-альбома Stoned Immaculate: The Music of The Doors тремя участниками оригинального состава «The Doors» (Манзареком, Денсмором и Кригером) с вокалом Бо Диддли.
В 2002 году свою версию песни записал американский пианист Джордж Уинстон для кавер-альбома Night Divides the Day — The Music of the Doors.
Американская ска/регги-группа Long Beach Dub Allstars также перепевала «Love Her Madly».
Песня звучит в культовом фильме Форрест Гамп, хотя на саундтрек к нему она не попала.

## Сингл
Сторона А
- «Love Her Madly» (Робби Кригер) — 3:20

Сторона Б
- «(You Need Meat) Don’t Go No Further» (Вилли Диксон) — 2:49

## Музыканты
The Doors
- Джим Моррисон — вокал, тамбурин
- Робби Кригер — гитары
- Рэй Манзарек — клавишные
- Джон Денсмор — барабаны

приглашенный музыкант
- Джерри Шефф — бас-гитара

## Позиции в чартах
| Чарт (1971)                        | Наивысшая позиция |
| ---------------------------------- | ----------------- |
| Go-Set National Top 60 (Австралия) | 6                 |
| Dutch Top 40 (Нидерланды)          | 4                 |
| RPM Top 100 Singles                | 3                 |
| U.S. Billboard Hot 100             | 11                |
| U.S. Cashbox Top 100 Singles       | 7                 |